# Gommersdorf
Gommersdorf je občina v departmaju Haut-Rhin francoske regije Alzacija.
Leta 1990 je v občini živelo 365 oseb oz. 88 oseb/km².